# Isomannid
Isomannid ist ein aus zwei cis-ständigen Tetrahydrofuran-Ringen anellierter bicyclischer sauerstoffhaltiger Heterocyclus aus der Gruppe der Diole.  Wie die stereoisomeren – auch als Isohexide bezeichneten – 1,4:3,6-Dianhydrohexitole Isosorbid (aus D-Sorbit) und Isoidid (aus L-Iditol) ist Isomannid aus dem Präkursor-Zuckeralkohol D-Mannit (D-Mannitol) durch zweifache Dehydratisierung zugänglich.
Isomannid wird besonders als Diolkomponente aus nachwachsenden Rohstoffen für Polyester, Polycarbonate und Polyurethane diskutiert.

## Vorkommen und Darstellung
Darstellung und Eigenschaften von Isomannid wurden erstmals 1884 beschrieben. Beim Erhitzen von Mannit (aus D-Fructose durch katalytische Hydrierung) mit der 10-fachen Menge Salzsäure für 24h entsteht Isomannid, der zunächst als sirupöse Flüssigkeit anfällt, die zu einer kristallinen Masse erstarrt.
Die Isomannidausbeute bei der säurekatalysierten Dehydratisierung von Mannit lässt sich bei Verwendung von kristallinen sauren Zeolithen bis auf 63 % steigern.
Die Dehydratisierung von Mannit verläuft auch ohne Säurezusatz bei hohen Temperaturen (573K) in flüssigem Wasser, wobei durch Abspaltung eines Wassermoleküls zunächst die Monoanhydrohexitole 1,4- und 2,5-Anhydromannit gebildet werden, die unter weiterer Wasserabspaltung in bescheidener Ausbeute (ca. 20 %) zu Isomannid reagieren.
Statt des verhältnismäßig teuren Mannits kann auch das in industriellem Maßstab verfügbare Isosorbid als Rohstoff für Isomannid verwendet werden. Bei der katalytischen Isomerisierung von Isosorbid mit Wasserstoff (10,3 MPa) in Gegenwart eines Nickelkatalysators bei 200–230 °C bildet sich ein Gleichgewichtsgemisch der drei Dianhydrohexitole, in dem allerdings nur weniger als 10 % Isomannid vorliegt.
Am effizientesten erscheint die Oxidation von Isosorbid mit Sauerstoff in Gegenwart eines Platin-Katalysators oder mittels Nitraten und Nitriten, sowie dem Oxidationsmittel 4-Acetamido-TEMPO (AA-TEMPO) zum Diketon 2,6-Dioxabicyclo-(3.3.0)-octan-4,8-dion in hohen Ausbeuten von über 95 %.
Das Diketon kann z. B. mit Natriumborhydrid NaBH4 in wässriger Lösung in 90%iger Ausbeute selektiv zum Diol Isomannid reduziert werden.

## Eigenschaften
Isomannid ist ein weißer bis hellgelber leicht hygroskopischer Feststoff, der sich sehr gut in Wasser löst. In wässriger Lösung zeigt die Substanz optische Aktivität und ist rechtsdrehend (αD = 91°, 6 % in H2O). Auch in polaren Alkoholen, wie Methanol oder Ethanol ist Isomannid gut löslich. Sein Schmelzpunkt ist mit 86 °C deutlich höher als der anderen Isohexide Isoidid (64–65 °C) und Isosorbid (61–64 °C). Nach Arthur C. Cope liegen die beiden Hydroxygruppen in endo-Konfiguration vor und bilden intramolekulare Wasserstoffbrücken.

## Anwendungen
Die Mono- und Dinitrate von Isomannid wirken wesentlich weniger gefäßerweiternd als die entsprechenden Isosorbid-Nitrate ISMN (Isosorbidmononitrat) und ISDN (Isosorbiddinitrat) und sind daher therapeutisch bedeutungslos.
Analog zu den Sorbitanfettsäureestern werden aus Isomannid durch Veresterung mit langkettigen Carbonsäuren nichtionische Tenside gebildet.
Das chirale und starre „Zuckerdiol“ Isomannid ist interessant als Monomerbaustein für Polykondensate, z. B. Polyester und für Polyadditionsprodukte, z. B. Polyurethane. Allerdings zeigt das endo-endo-Diol Isomannid deutlich geringere Reaktivität in Polykondensationsreaktionen mit Dicarbonsäuren und niedrigere Molmassen der gebildeten Polyester als die Isohexide Isosorbid und Isoidid. Nachteilig sind auch die thermische Instabilität mit Verfärbung und die Verzweigung und Vernetzung durch partielle Spaltung eines Tetrahydrofuran-Rings aus dem bicyclischen Isomannidsystem.
Die schonende enzymatische Veresterung mittels Lipasen liefert Polyester mit unbefriedigend niedrigen Molmassen.
Unlängst wurde die ringöffnende Polymerisation von cyclischen oligomeren Isomannid-2,5-furandicarbonsäure-estern mit cyclischen  Oligo(butylen-2,5-furandicarboxylat) beschrieben, die unter Zinn(II)-2-ethylhexanoat-Katalyse zu vollständig biobasierten Copolyestern mit hohen Glasübergangstemperaturen Tg und guter Bioabbaubarkeit umgesetzt werden können.
Diamine ausgehend von Isomannid sind als Molekülbausteine für Polyamide und Polyurethane von Interesse.
In einer Gabriel-Synthese kann das Ditosylat (2) des Isomannids (1) mit Phthalimidkalium unter Walden-Umkehr zum Diphthalimidoisoidid (3) umgesetzt werden, das säurekatalysiert zu einem Gemisch aus Monoaminoisoidid-hydrochlorid (4) und überwiegend Diaminoisoidid-dihydrochlorid (5) reagiert. Aus (5) lässt sich das 2,5-Diaminoisoidid (6) in einer Gesamtausbeute von ca. 50 % gewinnen.
Für eine industrielle Herstellung des Diamins ist diese mehrstufige Synthese ungeeignet, ebenso wie die mögliche Alternativroute mit Natriumazid in ionischen Flüssigkeiten über das Diazid.
Die aus den Arbeitskreisen von Matthias Beller und Dieter Vogt stammende direkte Aminierung der Dianhydrohexitole Isosorbid bzw. Isomannid mittels Ruthenium-Phosphinkomplex-Katalysatoren in homogener Phase liefert praktisch quantitative Ausbeuten an Isohexiddiamingemischen – im Falle des Isomannids als Ausgangsstoff in der Zusammensetzung 14,9 % Diaminoisomannid + 36,1 % Diaminoisoidid + 44,7 % Diaminoisosorbid. Die (aufwendige) Isolierung und Reinigung des prozentual am wenigsten gebildeten Zielprodukts 2,5-Diaminoisomannid ist jedoch nicht angegeben.
Am leistungsfähigsten zur Erzeugung des Diaminoisomannids erscheint die Synthese aus dem Diketon über das Diimin und dessen Hydrierung an einem Nickel-Kontakt.
Dabei fällt in 96%iger Ausbeute ein Gemisch aus deutlich höherem Diaminoisomannidanteil (60 %) neben Diaminoisosorbid (35 %) und Diaminoisoidid (5 %) an. Eine Auftrennung dieses Gemischs ist ebenfalls nicht beschrieben.
Zudem wurden mit Diaminoisomannid als Diaminkomponente Polyamide mit den niedrigsten Molmassen aller Diaminoisohexide erhalten, die technisch uninteressant sind.
Die im Vergleich zu Isosorbid schlechtere Zugänglichkeit und der dadurch bedingte höhere Preis, besonders aber die deutlich geringere Reaktivität der beiden sekundären Hydroxygruppen machen Isomannid als Ausgangsstoff für weitere Synthesen weniger attraktiv.
Thermische Instabilität (Verfärbung) und Neigung zu Nebenreaktionen (Verzweigung und Vernetzung) unter Polykondensationsbedingungen schränken das Potential von Isomannid als Monomer weiter ein und wecken Zweifel an der Zukunft von Isomannid als relevantem Synthese- und Polymerbaustein aus nachwachsenden Rohstoffen.